# كنبة (طعام)
الكَنَبَة هو صنف من الأطعمة التزينية صغيرة الحجم والتي تؤكل بقضمة واحدة.

## التسمية
تأتي التسمية من الكلمة الفرنسيةcanapé والتي تعني «الأريكة» حيث تشبه الزينة التي فوق الخبز الأشخاص الذين يجلسون فوق الأريكة.

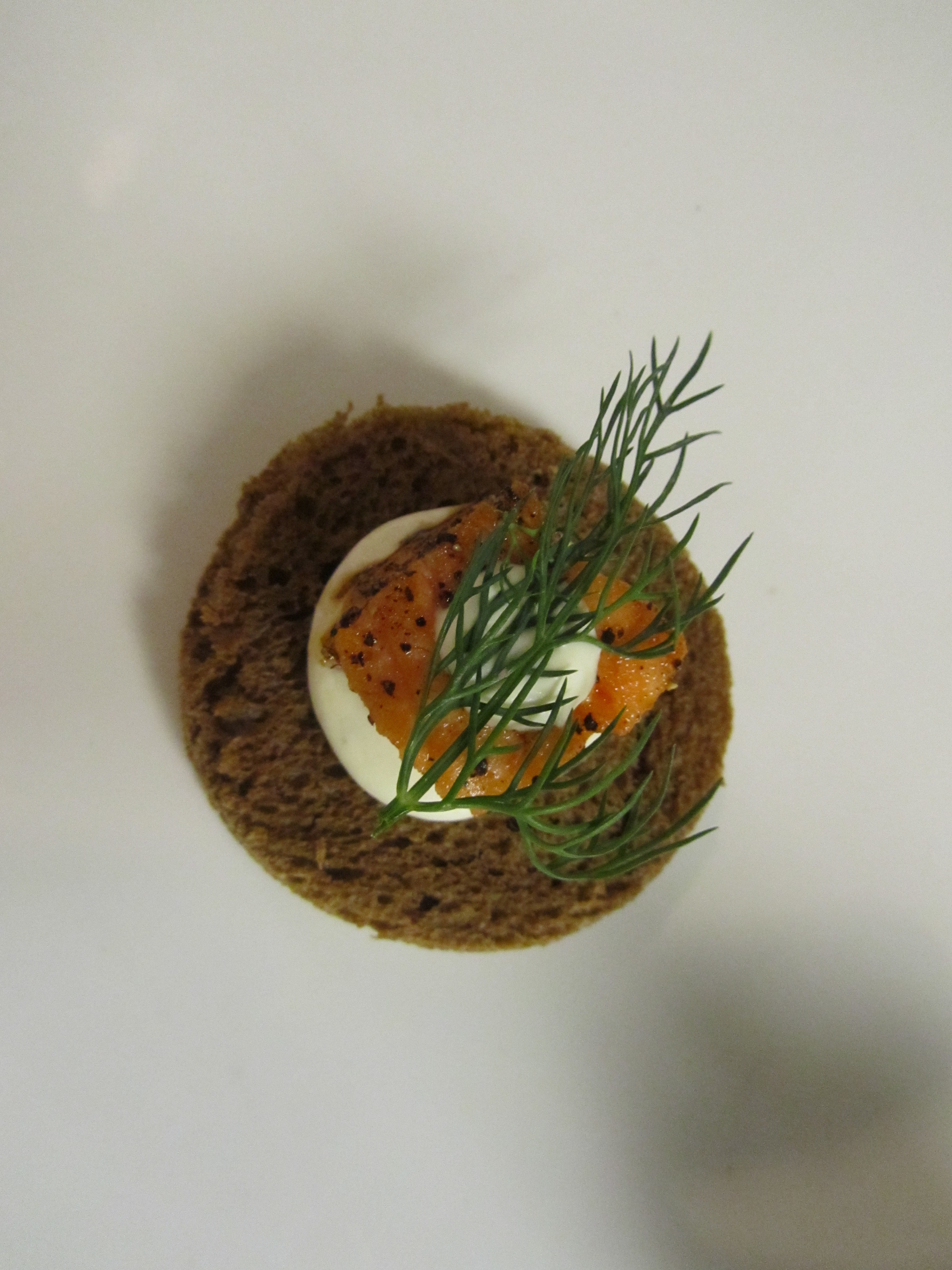
كنبة بالسالمون البري من عمل الشيف كيفن دورتي

## التفاصيل
عادة ما يقدم الكنبة في ساعات الكوكتيل، لذلك يحبذ أن يكون مالح أو حار ليحفز الضيوف على الشرب أكثر. أيضا يمكن اعتبار الكنبة طعام الأصابع رغم أن ليس كل الكنبة يصنف كذلك. يمكن استعمال الرقائق الهشة أو شقف الخبز أو العجينة الهشة المقطعة بعدة أشكال كأساس لزبدة أو المعاجين الفاتحة للشهية التي عادة ما تكون مغطاة بغطاء تزيني مصنوع من الأطعمة الفاتحة للشهية كالحوم، الأجبان، الأسماك، الكافيار (بيض السمك)،فوا جرا، بيوري أو المخللات.
تقليديا يتم تحضير الكنبة باستعمال الخبز الأبيض السادة (أيضا يمكن استعمال أطعمة أخرى كأساس) والذي يقطع إلى شرائح صغيرة ويشكل بسكين تحديد أو قاطع. تشمل الأشكال الخواتم، المربعات، المستطيلات والمثلثات. بعد ذلك يتم إما قلي أو تحميص أو القلي بتقليب السريع قطع الخبز. كثيرا ما يتم معالجة الطعام المحضر وتزيينه باستعمال كيس التزيين ثم توضع أعشاب لتزيين. يقدم الكنبة على صينية مع أطباق خاصة صغيرة الحجم. يتكون التركيب العام للكنبة من أساس (خبز أو بانكيك) معجون قابل للدهن، عنصر أساسي والزينة. المعجون القابل للدهن يكون مصنوع إما من زبدة أو كريمة الجبنة المنكهة . إما بنسبة للزينة فهي قد تشمل الخضار المقطعة، البصل الأخضر، الأعشاب، الكافيار أو زيت الكمأة.

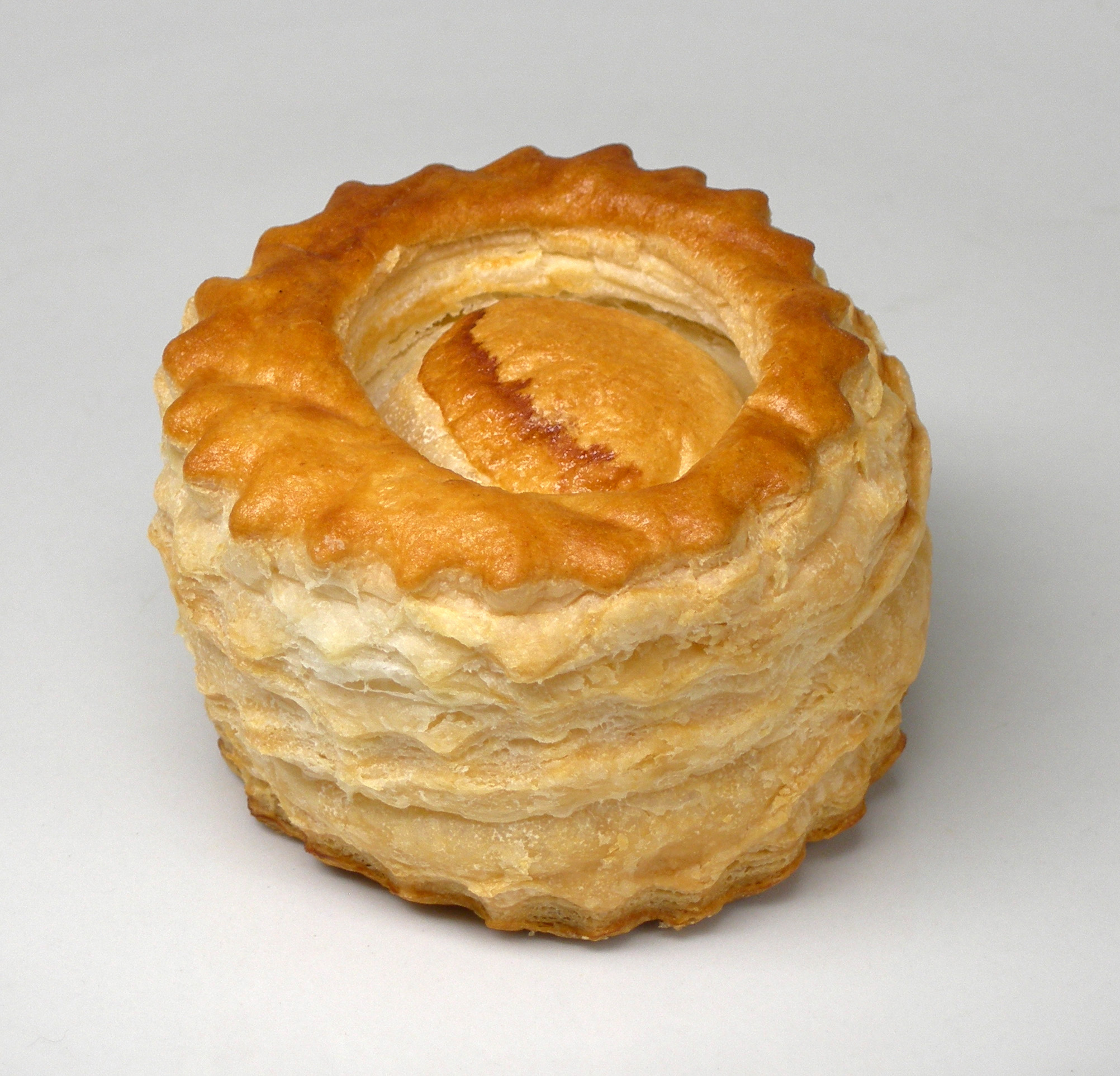
فول أو فون

## فول أو فون
فول أو فون (vol-au-vent)، هي كنبة صغيرة دائرية الشكل مصنوعة من العجينة الهشة.

## أميوسي بوش
بدء الفرنسيون بتقديم الكنبة للضيوف في القرن الثامن عشر وتبعهم الإنجليز في نهاية نفس القرن. واحد من النسخ الحديثة للكنبة يعرف بأميوسي بوش (amuse-bouche) والتي تترجم إلى «مسعد الفم».